# Alcinópolis
Alcinópolis is een gemeente in de Braziliaanse deelstaat Mato Grosso do Sul. De gemeente telt 4.515 inwoners (schatting 2009).